# 伯格的女儿
《伯格的女儿》（Burger's Daughter）是南非诺贝尔文学奖得主纳丁·戈迪默所创作的一部政治历史小说。该小说讲述了南非白人反对种族隔离，志在推翻南非政府的故事。故事背景设定在20世纪10年代中期，聚焦于主人公罗莎·伯格 (Rosa Burger) 的生活。罗莎和她的父亲莱昂内尔·伯格 (Lionel Burger) 都是南非共产党（SACP) 的积极分子。故事深植于南非反对种族隔离的历史，并广泛参考了当时的真实事件和人物，如纳尔逊·曼德拉以及1976年的索韦托起义。《伯格的女儿》于1979年6月由乔纳森·凯普出版社在英国出版。然而，由于其政治敏感性，南非出版管制委员会在7月下令禁止该书的进口和销售。不过，三个月后，出版物上诉委员会推翻该禁令，解除了对该书的限制。
这部小说以其独特的叙事风格而著称，通过不同的叙述角度展开故事，包括罗莎的内心独白（通常是对她的父亲或她的情人康拉德的思考），以及全知视角这两个叙事角度。
戈迪默本人积极参与南非的政治斗争，并结识了许多活动人士，其中包括布拉姆·费舍尔——曼德拉叛国审判中的辩护律师。小说中的伯格家族被视为对费舍尔家族的一种映射，《伯格的女儿》则被认为是戈迪默对费舍尔本人的一种“隐晦的敬意”。尽管这本书曾在南非被禁止出版，但仍有人秘密将其传递给了在罗本岛牢房里的曼德拉，他对这本书给予了“高度评价”。
该小说在众评论家中广受好评。《纽约时报》称，《伯格的女儿》是戈迪默“最具有政治色彩，但也是最感人的小说”。《纽约书评》描述其叙事风格为“文笔优雅”，“字字珠玑”且“颇有上流社会之致”。《哈德逊评论》的一位评论家表示，对这本书的看法十分复杂，“它没有给阅读带来任何乐趣，但读过之后，心情却很愉悦”。1980年，《伯格的女儿》荣获中央通讯社文学奖。

## 情节概要
小说的故事发生在1974年，即南非约翰内斯堡的种族隔离时期，主要以26岁的罗莎·伯格为中心展开。罗莎成长在一个积极支持推翻种族隔离政府的家庭中，他们的住所为任何支持斗争的人敞开大门，无论其肤色如何。与他们共同生活的还有一个名叫“贝西”（南非俚语，意为小老板）的黑人小男孩。在贝西的父亲于狱中去世后，他被伯格夫妇收养，两人如同亲生兄妹一般共同成长。值得一提的是，罗莎的父母都是南非共产党的成员，在她年幼时，他们经常被逮捕。罗莎在九岁时被送去和父亲的家人一起生活，而贝西则被送到其他地方，渐渐失去了联系。
罗莎的父亲莱昂内尔·伯格是南非荷兰裔白人，同时也是一位积极参与反对种族隔离运动的活动家。他因叛国罪被判无期徒刑，三年后在监狱中逝世。早在罗莎14岁时，她的母亲凯茜·伯格就已在监狱中去世。
在父亲去世后，罗莎卖掉了空无一人的房子，搬到了康拉德的家中居住。康拉德是罗莎在她父亲受审期间结识的一位朋友，也是一名学生。在康拉德的质问下，罗莎开始反思自己在父亲的光环下扮演的角色。随后，她离开了康拉德，独自搬进了一套公寓，并开始从事理疗师的工作。  
1975年索韦托的一次朋友聚会上，罗莎听到一名黑人大学生表示，白人的援助对他们来说无济于事，因为白人不了解黑人真正追求的是什么，所以解放工作只能由黑人自己来完成。之后，在索韦托，罗莎目睹一位老年黑人无缘无故地鞭打一头驴，但她无法上前阻止。这一系列经历让她产生逃离的冲动。尽管罗莎拥有共产主义者的身份，同时还受到政府的密切监视，但她仍然成功获取了护照，前往法国巴黎，并与父亲的第一任妻子卡蒂亚共同生活了几个月。在那里，罗莎结识了来自巴黎的访问学者伯纳德·夏巴利尔 (Bernard Chabalier），并与他成为了恋人。伯纳德希望罗莎能与他一同在巴黎生活。
在前往巴黎找伯纳德之前，罗莎在伦敦逗留了几周。她毫不顾忌护照上的规定，即一年内需返回南非，并公开承认自己是伯格的女儿。她经常参加政治活动，在一次活动中，罗莎偶然看到了贝西，然而，在她试图与贝西交谈时，却遭到了对方的指责，称罗莎并不知道他的真名（Zwelinzima Vulindlela）。贝西表示，他的父亲死于狱中并非个例，许多黑人父亲都在监狱中丧生。他强调自己并不需要罗莎的帮助。罗莎因为儿时朋友的话而沮丧和内疚，最终放弃了前往法国的计划，决定返回南非。
回到南非后，罗莎继续从事理疗师的工作。1976年6月，索韦托学校的学生因教育水平落后和南非荷兰语授课的问题爆发叛乱。他们肆意妄为，甚至杀害了白人福利工作者。警察对起义进行残酷的镇压，导致数百人丧生。1977年10月，许多批判白人政府的组织被取缔，其中的活动人士也受到牵连。1977年11月，罗莎被拘留。她的律师，曾经也是她父亲的代理律师，预计罗莎会因推动被明令禁止的南非共产党和非洲人国民大会（ANC，简称：非国大）的发展，以及涉嫌教唆和协助学生发动叛乱而被指控。

## 小说背景
戈迪默曾在1980年的一次采访中表达了自己对南非政治中“白人激进左翼分子”的崇拜，并且很早之前就萌生了写《伯格的女儿》这本书的想法。受布拉姆·费舍尔经历的影响，戈迪默于1961年发表了一篇名为《布拉姆·费舍尔为何选择坐牢？》的文章。费舍尔是一位南非白人律师，因参与密谋推翻政府和推动共产主义发展而被判无期徒刑，最终在监狱中去世。他曾担任纳尔逊·曼德拉1956年叛国罪审判和1965年里沃尼亚审判的辩护律师。作为许多激进分子家庭（包括费舍尔家庭）的朋友，戈迪默了解到这些家庭中的孩子们被“政治化培养”，以和父辈一同投身斗争，并被教导“斗争至上，个人第二”的理念。小说中的伯格家族原型即为费舍尔家族，而费舍尔本人则被塑造为莱昂内尔·伯格。
戈迪默虽未直接明示这本书写的是费舍尔，但她表示，这本书有对费舍尔的“隐晦的敬意”。在提交初稿到出版社之前，她征求了费舍尔的女儿，伊尔莎·威尔逊（本名费舍尔）的意见。戈迪默解释说，由于读者在阅读这本书时很可能会联想到费舍尔家族，因此她想让费舍尔的女儿先看一看这本书。威尔逊在阅读完毕后将初稿还给了戈迪默，并表示：“你所描绘的正是我们曾经的生活”。
2014年7月，戈迪默逝世，威尔逊回忆道：“戈迪默的卓越之处在于，她能够生动地描绘出一类人的生活，尽管她自己并不属于那个群体”。戈迪默在写作中展现出惊人的能力，她不仅能与一些人产生思想上的共鸣，更能够完全沉浸于某个人的生活当中，无论对方是圣人还是罪犯，男性还是女性，黑人还是白人。

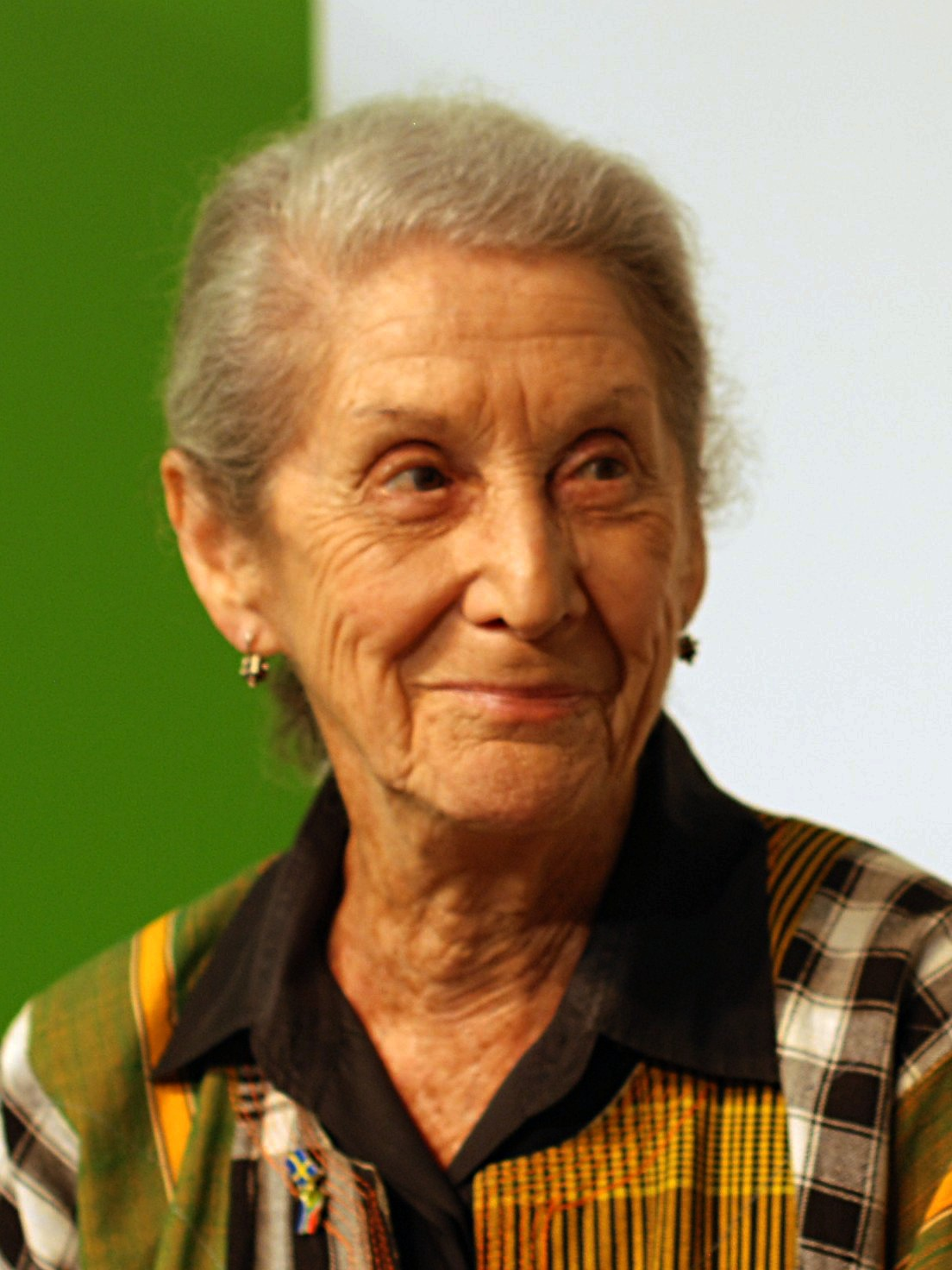
纳丁·戈迪默 出席 2010 年瑞典哥德堡书展

戈迪默对费舍尔的致敬也体现在《伯格的女儿》中对其著作以及公开声明的摘录。小说中，莱昂内尔在叛国罪审判中的演讲实际上摘自费舍尔在1966年审判中的讲话。由于南非法律禁止作者引用类似费舍尔这样不允许被提及人物的言论，戈迪默未能在《伯格的女儿》中标明这些引用的出处。类似的情况还包括对南非共产党和非法的非国大成员乔·斯洛沃 (Joe Slovo）的著作，以及索韦托学生代表委员会在索韦托起义期间起草和分发的传单的引用。
戈迪默投身南非政治运动的契机可以追溯到1960年。当时，她的朋友贝蒂·杜托伊特 (Bettie du Toit) 因参加贸易工会活动并成为南非共产党成员而被捕。与小说中罗莎去监狱探望家人的情节相类似，戈迪默也在现实中去监狱探望朋友。戈迪默说，她最自豪的时刻不是被授予诺贝尔文学奖时（她将其中一部分奖金捐赠给南非作家大会），而是在1986年为德尔马斯审判中22名被指控叛国的非国大成员作证，成功拯救了他们的生命。戈迪默在非国大合法化之前就加入了该组织，并曾在家中藏匿数名非国大领导人，帮助他们躲避逮捕。  
《伯格的女儿》的创作灵感源于戈迪默的一次探监。在众多探望者中，她注意到了一名女学生，戈迪默猜想这名女学生可能是她认识的某位活动家的女儿。她对这个孩子此时此刻的心情和她所承担的家庭责任产生了浓厚的好奇。于是，小说的开篇就描绘了这样一幕：14岁的罗莎站在监狱外，等待与她被拘留的母亲会面。戈迪默表示，像这样经常经历父母被逮捕和拘留的孩子，不得不每隔一段时间就承担起照顾整个家庭的责任，这种生活必然会对他们的整个人生产生深远的影响。她还指出，正是这些孩子们成为了她写这本书的动力。
戈迪默花费了四年的时间来撰写《伯格的女儿》。她的创作始于“零碎的笔记”，“只言片语”和“片段式的对话”。在那个时期，人们对南非共产党成员的了解相当有限，因此搜集信息成为她撰写这本小说的一项重大挑战。戈迪默依赖于密友私下给她提供的秘密书籍和文件，以及她在南非生活的经历来完成这部作品。
值得注意的是，1976年索瓦托起义爆发时，戈迪默正在创作这本小说，因此她修改了小说中的情节以与起义相呼应。她解释说：“这个修改并不会影响罗莎回到南非的决定，但会影响整个结局”。在这四年里，戈迪默还撰写了两篇非小说文章，以此来缓解小说创作的压力。
戈迪默强调，《伯格的女儿》不仅仅是一部关于南非白人共产主义者的小说，它更是一种“社会责任”，体现自己作为作家对“生活的感悟”。在20世纪60年代中期，曼德拉和费舍尔被判刑后，戈迪默曾计划离开南非，但她最终改变了主意。戈迪默回忆道： “即使是在最糟糕的时候，即使我是一名白人，我在这里也不会被接受”。就像罗莎一样，作为一名白人，戈迪默也努力寻找自己在反对种族隔离解放运动中的位置，经历着同样的挣扎。
在1980年的一次采访中，戈迪默表示：“在摆脱种族隔离的情境下，白人仍然面临着巨大的挑战，除非我们能够被黑人社会所接受，或者我们能够提出可以被接受的理由并且能够与其共同塑造文化，否则，白人将会被边缘化。”

## 出版与禁止
戈迪默明确知道《伯格的女儿》很可能会被南非禁止出版。该书于1979年6月由乔纳森·凯普出版社在伦敦首次出版后，副本也同时寄往南非。然而，1979年7月5日，南非出版管制委员会宣布禁止该书的进口和销售。禁令的理由包括“宣传共产主义观点”，“具有制造革命和叛乱的病态意图”以及“对负责维护法律和秩序以及国家安全的政府当局进行数次大肆抨击。”
1979年10月，根据文学专家小组和国家安全专员的建议，南非出版物上诉委员会推翻了对《伯格的女儿》的禁令。国家安全专员的报告认为，这本书并未对南非的安全构成威胁。同时，文学专家们批评审查委员会“充满成见且缺乏文学素养”，指出“他们并没有准确解读原文，而是通过引用超出上下文的内容扭曲事实，断章取义；他们没有像对待一部文学作品一样对待这本书籍，而是直接或通过暗示，抹黑了作者”。
尽管这本书的限制被解除，但上诉委员会的主席仍对一名记者表示：“不要买（这本书），它没什么阅读价值，写得很糟糕……这也是我们最终让这本书通过的原因。”上诉委员会将该书在攻击白人和南非政府方面的描写形容为“片面的”，并得出结论：“最终……这本书并不会带来颠覆性的影响，而是会产生适得其反的效果。”

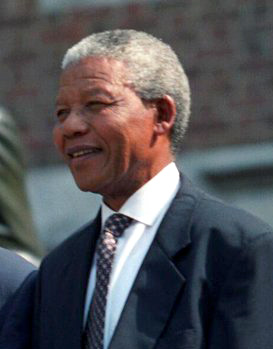
纳尔逊·曼德拉，1993 年

戈迪默对此回应道：“我并不关心审查委员会的意见，因为他们一开始就没有正确阅读和理解这本书；同时，我也对文学专家委员会的言论不感兴趣，因为两者都是审查体系的一部分。”她在写作时并不会关心审查制度，而是更注重愿意倾听的读者们。她将小说解禁归功于自己的国际声望和这本书在海外受到的“高度关注”。许多知名作家和文学组织都对该禁令提出抗议，包括艾瑞斯·梅铎、海因里希·伯尔、保罗·索鲁、约翰·福尔斯、弗兰克·克莫德、美国出版商协会和国际笔会。然而，戈迪默反对解禁这本书，因为她认为政府试图通过给予她“特殊待遇”来平息她的不满，并表示，如果她是黑人，结果将截然不同。尽管如此，她也将这一解禁视为对其他作家的“某种先例”，因为她在书中真实引用了一份由1976年索韦托起义的学生起草并分发的传单的副本，而当局曾对此进行禁止。戈迪默表示，在未来，审查机构将很难压制类似的“违法行为”。 
虽然《伯格的女儿》在南非被禁止销售，但仍有人将这本书的副本偷运给了当时在罗本岛监狱里的纳尔逊·曼德拉。后来传来消息说，他对这本书“评价很高”。戈迪默表示：“对我而言，这比其他的意见都要重要”。曼德拉还请求和戈迪默见面，她多次申请去岛上拜访曼德拉，但都遭到了拒绝。1990年，曼德拉获释时，戈迪默亲自在监狱门口等候，因为她是曼德拉最渴望见到的人之一。2007年，戈迪默给曼德拉寄去了一份题词的《伯格的女儿》，替代了当时被偷运进监狱中的副本。在题词中，戈迪默对曼德拉给予这本书的高度评价表示感激，并感谢他“不懈领导斗争”。 